# David Elebert
David Elebert (Dublino, 21 marzo 1986) è un ex calciatore irlandese, di ruolo difensore.

## Carriera

### Club
Ha giocato nella massima serie dei campionati scozzese, islandese, irlandese e nordirlandese.

## Palmarès

### Club

#### Competizioni internazionali
- Setanta Sports Cup: 1

Shamrock Rovers: 2013

#### Competizioni nazionali
- Coppa di Lega irlandese: 1

Shamrock Rovers: 2013
- Coppa dell'Irlanda del Nord: 1

Glenavon: 2015-2016
- Supercoppa dell'Irlanda del Nord: 1

Glenavon: 2016